# Мокроусовський
Мокроу́совський (рос. Мокроусовский) — селище у складі Топкинського округу Кемеровської області, Росія.
Стара назва — Мокроусово.

## Населення
Населення — 344 особи (2010; 354 у 2002).
Національний склад (станом на 2002 рік):
- росіяни — 86 %